# Bankers Hall
Bankers Hall est un ensemble de gratte-ciel de bureaux de 197 mètres de hauteur construit à Calgary au Canada en 1989 et 2000.
Il est composé de deux tours identiques ;
- Bankers Hall West Tower, inaugurée en 2000
- Bankers Hall East Tower, inaugurée en 1989.

Le complexe a reçu des récompenses architecturales.
La surface de plancher de chaque immeuble est d'environ 76 000 m2 desservi par 16 ascenseurs.
En juin 2023 ils faisaient partie des plus hauts gratte-ciel de Calgary.
Les immeubles ont été conçus par l'agence d'architecture The Cohos Evamy Partners.